# European Air Transport Command
Das European Air Transport Command (EATC; deutsch Europäisches Lufttransportkommando) ist eine multinationale Kommandobehörde der französischen, niederländischen, belgischen, deutschen, spanischen, luxemburgischen und italienischen Luftstreitkräfte in Eindhoven in den Niederlanden. Seine Hauptaufgabe ist die Koordination und operationelle Führung der Lufttransport- und Luftbetankungskräfte sowie der AirMedEvac (Medizinische Evakuierungs)-Einsätze der beteiligten Staaten.

## Geschichte
Im November 1999 erklärte der Deutsch-Französische Sicherheitsrat die schrittweise Zusammenführung vorhandener militärischer Lufttransportmittel zum gemeinsamen Ziel. In einem geeigneten multinationalen Rahmen sollte eine gemeinsame Führung etabliert werden, um damit gewinnbringende Synergieeffekte zu erzielen. Diese politische Idee markierte den Ausgangspunkt für das Projekt eines European Air Transport Commands (EATC). Zu diesem Zeitpunkt existierte bereits die European Air Group (EAG) – ein Zusammenschluss von sieben Staaten, welche eine Studie zur Durchführbarkeit der Idee und möglichen Handlungsoptionen durchführen sollte. Diese European Airlift Study kam zu dem Schluss, dass eine erweiterte Kooperation und tiefer gehende Koordination im europäischen Lufttransport dringend zu empfehlen sei und im Hinblick auf das Projekt Airbus A400M sogar geboten sei. Sie definierte das Ziel einer gemeinsamen Kommandostruktur sowie verschiedene Entwicklungsstufen.
Die Staaten Belgien, Frankreich, Deutschland, Italien, die Niederlande, Spanien und das Vereinigte Königreich folgten 2001 dieser dringenden Empfehlung und stellten die European Airlift Coordination Cell (EACC) in Eindhoven auf. Norwegen entsandte einen Offizier in einem Partner-Status. Diese Institution blieb zunächst auf die bloße Koordination von Lufttransporteinsätzen der Partnerstaaten beschränkt. Sie bewies jedoch bereits nach kurzer Zeit, dass die Prognosen der Studie stimmten. Sie erzielte eine deutliche Effizienzsteigerung, welche schließlich die Investitionen in das Projekt EACC übertraf. Der Erfolg bewog die Partnerstaaten dazu, die Kompetenzen der EACC weiter auszubauen, um einen noch größeren Effekt erzielen zu können. Dringende Voraussetzung war die grundsätzliche Bereitschaft der Staaten, Teile ihrer Planungs- und Auftragserteilungskompetenzen abzugeben und damit einen wichtigen Schritt hin zu einer noch tiefer gehenden Integration zu gehen.
Deshalb wurde 2004 das EACC in seiner Planungsbefugnis und seinen Kapazitäten für die konzeptionelle Arbeit zum European Airlift Centre (EAC) erweitert. In dieser Dienststelle sollten fortan die Bedingungen für eine zukünftige engere Zusammenarbeit definiert werden sowie erste Ansätze zur Standardisierung von Vorschriften und Verfahren vorbereitet werden. Der Erfolg dieser grundlegenden Arbeit war jedoch weit schwerer messbar, als die Ressourcenoptimierung der EACC. Die fehlende Personalstärke und fehlender politischer Wille verhinderten eine schnelle Einigung der Partnerstaaten auf den weiterführenden Schritt. Dennoch konnte das EAC erfolgreich EU- als auch NATO-geführte Einsätze unterstützen. Dazu zählten die EU-Operation Artemis in der Demokratischen Republik Kongo von Juni bis September 2003 und die NATO-International Security Assistance Force (ISAF)-Mission in Afghanistan.
Auf dem 7. Deutsch-Französischen Ministerrat (12. Oktober 2006) schließlich, verständigten sich Deutschland und Frankreich darüber, die Aufstellung eines gemeinsamen Kommandos zu initiieren. Belgien sowie die Niederlande schlossen sich kurz darauf dem Vorhaben an. Im Mai 2007 unterzeichneten die vier Staaten ein entsprechendes Konzept zur Aufstellung des European Air Transport Command, auf dessen Grundlage ein multinationaler Aufstellungsstab drei Monate später die Arbeit aufnahm. Dieser Stab schaffte die Voraussetzungen für die Aufstellung des EATC, welche am 1. September 2010 in Eindhoven im Beisein politischer und militärischer Repräsentanten der Partnerstaaten stattfand. Zuvor war im Rahmen eines Appells die bisherige nationale Führung in Deutschland durch das Lufttransportkommando beendet worden und das Kommando wurde zum 31. Dezember 2010 aufgelöst. Eine Grundbefähigung (Initial Operational Capability) wurde im Mai 2011 erreicht. Luxemburg schloss sich im November 2012 dem Kommando an. Die volle operative Einsatzfähigkeit (Full Operational Capability) wurde im November 2013 erlangt. Im Juli und Dezember 2014 traten Spanien und Italien als Vollmitglieder dem Kommando bei. Am 9. September 2015 beging das EATC auf dem Flughafen Eindhoven sein 5-jähriges Bestehen.
Die Beteiligung an diesem europäischen Projekt steht weiteren Staaten offen.
Zu den Einsätzen, die das EATC bisher durchgeführt hat, zählen neben der Evakuierung von Bürgern europäischer Staaten nach dem Erdbeben in Japan 2011 vor allem Einsätze in Libyen:
- NEO-Operationen (Februar–März 2011): 17 Flüge mit insgesamt 200 Flugstunden, dabei wurden 1.100 Passagiere und 15 Tonnen Fracht befördert;
- Opération Harmattan der Armee de l’Air (18.–21. März 2011): 31 Flüge, kumuliert etwa 170 Flugstunden, um 700 Passagiere und 200 Tonnen, vor allem an Hilfsgütern, ins Land zu bringen; sowie
- Operation Unified Protector (NATO-Einsatz): Bislang fast 3.500 Flugstunden mit 11.000 Passagieren und 3.300 Tonnen Fracht. Zielflughäfen waren vor allem die Einsatzbasen der Kampfflugzeuge, die gegen Libyen eingesetzt wurden. Von den 320 Missionen wurden 72 % von Frankreich, 16 % von Belgien, 8 % von Deutschland und 4 % von den Niederlanden geflogen.[12]

## Aufgaben

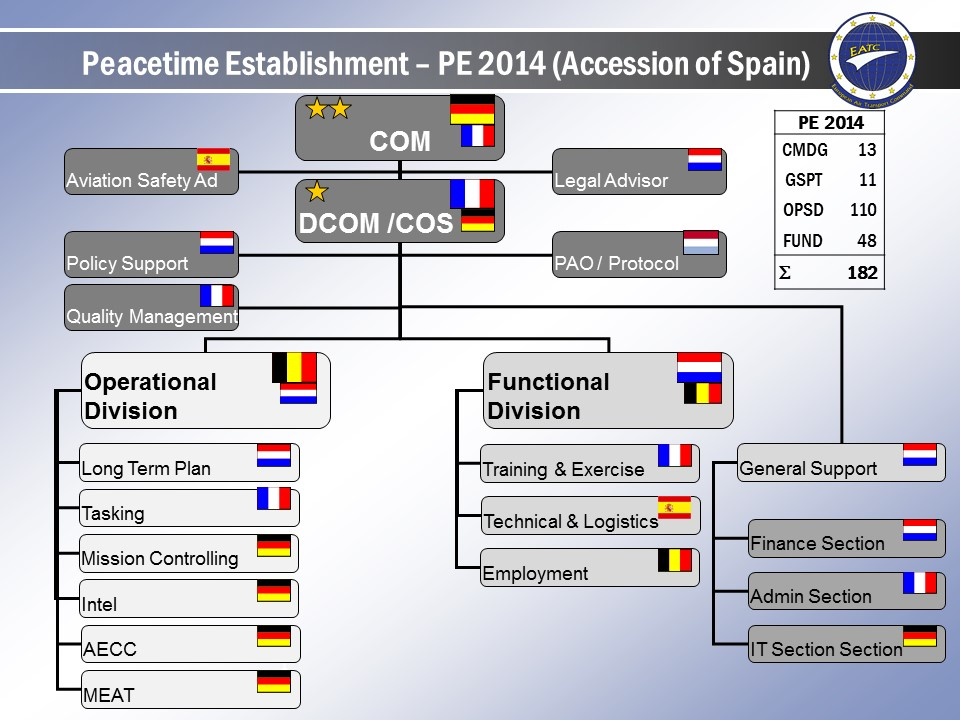

Das europäische Lufttransportkommando hat die Verantwortung für Einsatzplanung und Koordination der etwa 200 Transportflugzeuge der sechs Partnerstaaten. Hierfür stellen die teilnehmenden Staaten ihre Kapazitäten im Bereich Lufttransport mit diversen Flächenflugzeugen – jedoch keinen Hubschraubern – dem EATC zur Verfügung. Besteht bei einem Mitgliedsstaat Bedarf für Lufttransport oder Luftbetankung, meldet er diesen an das EATC, das die entsprechenden Flugzeuge aus dem gemeinsamen Pool einsetzt. Darüber hinaus ist das EATC zuständig für die Planung und Ausführung von Einsätzen, die Sicherstellung der gemeinsamen Ausbildung und der Standardisierung. Das Kommando organisiert seit 2012 auch das European Air Transport Training, das in Saragossa oder Plovdiv stattfindet.

### Struktur im Frieden
Das Kommando über das EATC hat grundsätzlich ein Generalmajor (NATO-Rangcode OF-7), sein Stellvertreter ist ein Brigadegeneral (OF-6). Dabei wechselt die Befehlsgewalt zwischen den beiden größten Staaten, Deutschland und Frankreich; ist ein Deutscher mit der Führung beauftragt, wird er von einem französischen General vertreten und umgekehrt.
Diese alternierende Führung findet sich ebenfalls in den beiden Divisions genannten Fachbereichen wieder. So wechselt das Kommando über die Operational Division und die Functional Division zwischen niederländischen und belgischen Stabsoffizieren.

### Deutscher Beitrag
Deutschland stellte mit Generalmajor Jochen Both den ersten Kommandeur des EATC. Die deutschen Soldaten, die mit der Aufstellung des EATC ihre Arbeit in Eindhoven aufnahmen, stammen größtenteils vom aufgelösten Lufttransportkommando (LTKdo) in Münster, das zum 31. Dezember 2010 außer Dienst gestellt wurde. Die bis dahin dem LTKdo truppen- und fachdienstlich unterstellten Lufttransportgeschwader sowie die Flugbereitschaft des Bundesministeriums der Verteidigung wurden am 30. Juni 2010 zunächst truppendienstlich den Luftwaffendivisionen unterstellt und werden nach deren Auflösung seit 2013 dem Kommando Einsatzverbände Luftwaffe und seit 2015 von dessen Nachfolger, dem Luftwaffentruppenkommando, geführt.
Der parlamentarische Flugbetrieb, der durch die Flugbereitschaft des Bundesministeriums der Verteidigung durchgeführt wird, der Einsatz von Hubschraubern, zum Beispiel für den nationalen Such- und Rettungsdienst, und die im Ausland (z. B. Afghanistan) stationierten Luftfahrzeuge bleiben weiterhin in jeweiliger nationaler Verantwortung.

## Flotte/Flugstunden
Das „Rückgrat“ der aktuellen Flotte, auf die das EATC zurückgreifen kann, bilden die C-160 Transall und die C-130 Hercules. Darüber hinaus stehen noch Flugzeuge der Typen CASA CN-235 und Airbus A340 für den reinen Passagiertransport und Airbus A310 und KDC-10 für Passagiertransport und den Einsatz als Tankflugzeug zur Verfügung. Insgesamt umfasst die Flotte etwa 200 Flugzeuge. Derzeit werden vor allem die C-160 Transall und C-130 Hercules vom Airbus A400M abgelöst, den alle EATC-Mitglieder mit Ausnahme von Italien und der Niederlande bestellt haben. Mit Schwerpunkt in den Jahren 2020–2023 wird auch der Airbus A330 MRTT von den meisten Mitgliedsländern bzw. im Rahmen des Multinational MRTT Fleet-Programms der NATO beschafft.
Im Jahre 2014 absolvierten die Flugzeuge des EATC insgesamt 45.413 Flugstunden. 1079 Patienten wurden bei MedEvac-Einsätzen versorgt und 219 Luftbetankungen durchgeführt. Bei diesen Flügen wurden 230.244 Passagiere und 25.623 Tonnen Frachtgut  befördert. Fast 90.000 Fallschirmjäger wurden abgesetzt.
Im Sommer 2022 konnte das EATC auf die folgende Flotte zurückgreifen:
| Staat       | Flugzeugtyp            | Flughafen       |
| ----------- | ---------------------- | --------------- |
| Belgien     | Airbus A400M           | Melsbroek       |
| Belgien     | Dassault Falcon 900    | Melsbroek       |
| Deutschland | Airbus A321neo         | Köln/Bonn       |
| Deutschland | Airbus A330 MRTT (MMU) | Köln/Bonn       |
| Deutschland | Airbus A400M           | Wunstorf        |
| Deutschland | Lockheed C-130J        | Évreux          |
| Frankreich  | Airbus A330 MRTT       | Paris           |
| Frankreich  | Airbus A330 MRTT       | Istres          |
| Frankreich  | Airbus A400M           | Orléans         |
| Frankreich  | Lockheed C-130         | Orléans         |
| Frankreich  | Lockheed C-130J        | Évreux          |
| Frankreich  | CASA CN-235            | Évreux          |
| Italien     | Lockheed C-130J        | Pisa            |
| Italien     | Alenia C-27J           | Pisa            |
| Italien     | Boeing KC-767          | Pratica di Mare |
| Niederlande | Gulfstream IV          | Eindhoven       |
| Niederlande | Lockheed C-130         | Eindhoven       |
| Niederlande | Airbus A330 MRTT (MMU) | Eindhoven       |
| Spanien     | Airbus A330            | Torrejon        |
| Spanien     | Airbus A310            | Torrejon        |
| Spanien     | Dassault Falcon 900    | Torrejon        |
| Spanien     | Airbus A400M           | Saragossa       |
| Spanien     | CASA C-295             | Getafe          |
| Total       | Total                  | ~ 150 Flugzeuge |

Für das Jahr 2025 plant das European Air Transport Command mit folgender Flottenzusammesetzung:
101 Airbus A400M –  Belgien,  Deutschland,  Frankreich,  Luxemburg,  Spanien
4 Boeing KC-767 –  Italien
30 Lockheed C-130J –  Deutschland,  Frankreich,  Italien
9 Airbus A330 MRTT –  Belgien,  Deutschland,  Luxemburg,  Niederlande,  Norwegen  Tschechien (Norwegen und Tschechien nutzen im Rahmen der Multinational MRTT Unit lediglich 200 der insgesamt vertraglich vereinbarten 9900 Flugstunden der Multinational MRTT Fleet (MMF).)
12 Airbus A330 MRTT –  Frankreich (nicht vollständig integriert)

## Kommandeure
Der Kommandeur wechselt im Prinzip alle zwei Jahre zwischen Deutschland und Frankreich.
Liste der Kommandeure des EATC (Commander EATC):
| Nr. | Name              | Dienstgrad                   | Nationalität | Beginn             | Ende               |
| --- | ----------------- | ---------------------------- | ------------ | ------------------ | ------------------ |
| 1   | Jochen Both       | Generalmajor                 | Deutschland  | 1. September 2010  | 19. Juli 2012      |
| 2   | Pascal Valentin   | Général de division aérienne | Frankreich   | 19. Juli 2012      | 3. Juli 2014       |
| 3   | Christian Badia   | Generalmajor                 | Deutschland  | 3. Juli 2014       | 28. Juni 2017      |
| 4   | Pascal Chiffoleau | Général de division aérienne | Frankreich   | 28. Juni 2017      | 1. September 2018  |
| 5   | Laurent Marboeuf  | Général de division aérienne | Frankreich   | 1. September 2018  | 24. September 2020 |
| 6   | Andreas Schick    | Generalmajor                 | Deutschland  | 24. September 2020 | 4. September 2023  |
| 7   | Franck Mollard    | Général de division aérienne | Frankreich   | 4. September 2023  |                    |